# Sara Martín
Sara Martín Martín (Aranda de Duero, 22 marzo 1999) è una ciclista su strada spagnola, che corre per il Movistar Team Women.

## Palmarès

### Strada
- 2016 (Juniores, una vittoria)

Campionati spagnoli, Prova in linea Junior
- 2017 (Juniores, due vittorie)

Campionati spagnoli, Prova a cronometro Junior
Campionati spagnoli, Prova in linea Junior
- 2018 (Sopela Women's Team, due vittorie)

Gran Premio Ciudad de Eibar
2ª tappa Vuelta a Burgos Feminas (Villarcayo > Villarcayo)
- 2023 (Movistar Team, una vittoria)

4ª tappa Vuelta Ciclista Andalucia Ruta Del Sol (Pizarra > Mijas)

#### Altri successi
- 2018 (Sopela Women's Team)

Classifica a punti Vuelta a Burgos Feminas

## Piazzamenti

### Grandi Giri
- Giro d'Italia

2021: 71ª
2023: 83ª
- Vuelta a España

2024: non partita (8ª tappa)

### Competizioni mondiali
- Campionati del mondo

Doha 2016 - Cronometro Junior: 20ª
Doha 2016 - In linea Junior: 34ª
Bergen 2017 - Cronometro Junior: 24ª
Bergen 2017 - In linea Junior: 32ª
Imola 2020 - Cronometro Elite: 39ª
Imola 2020 - In linea Elite: 79ª
Fiandre 2021 - Staffetta: 11ª
Fiandre 2021 - In linea Elite: 69ª
Wollongong 2022 - In linea Elite: ritirata
Glasgow 2023 - Staffetta mista: 11ª
Glasgow 2023 - Cronometro Elite: 43ª
Glasgow 2023 - In linea Elite: ritirata

### Competizioni europee
- Campionati europei

Plumelec 2016 - Cronometro Junior: 13ª
Plumelec 2016 - In linea Junior: 40ª
Herning 2017 - Cronometro Junior: 12ª
Herning 2017 - In linea Junior: 31ª
Brno 2018 - Cronometro Under-23: 18ª
Brno 2018 - In linea Under-23: 29ª
Alkmaar 2019 - Cronometro Under-23: 19ª
Alkmaar 2019 - In linea Under-23: 55ª
Plouay 2020 - In linea Under-23: 16ª
Trento 2021 - Cronometro Under-23: 21ª
Trento 2021 - In linea Under-23: ritirata
Monaco di Baviera 2022 - In linea Elite: 30ª
Drenthe 2023 - In linea Elite: 44ª